# Meedo munmorah
Meedo munmorah är en spindelart som beskrevs av Norman I. Platnick 2002. Meedo munmorah ingår i släktet Meedo och familjen Gallieniellidae.
Artens utbredningsområde är New South Wales. Inga underarter finns listade i Catalogue of Life.